# ارفع عبدالکریم
ارفع عبدالکریم Randhawa ( نام کامل : ارفع کریم رندھاوا ؛ ۲ فوریه ۱۹۹۵-۱۴ ژانویه ۲۰۱۲میلادی) دانشجوی پاکستانی و نابغه کامپیوتر که جوان‌ترین (MCP) مایکروسافت خبره بود وی در سال ۲۰۰۴میلادی به شهرت رسید.
به نمایندگی از پاکستان در مجامع بین‌المللی مختلف از جمله کنفرانس توسعه دهندگان TechEdحضور پیداکرد . وی جایزه رئیس جمهور را برای افتخار عملکرد توسط ژنرال پرویز مشرف در سال۲۰۰۵میلادی دریافت کرد. 
یک پارک علمیدر لاهور ، پارک فناوری نرم‌افزار ارفا ، به احترام وی نامگذاری شد. هنگامی که ۱۰ ساله بود ، راندهاوا توسط بیل گیتس برای بازدید از مقر مایکروسافت در ایالات متحده آمریکا دعوت شد. او در ۱۴ ژانویه ۲۰۱۲میلادی ، در سن ۱۶ سالگی ، از ایست قلبی درگذشت.

## بیوگرافی

### اوایل زندگی
ارفع عبدالکریم رندهاوا در یک خانواده پنجابی در روستای نزدیک فیصل آباد ، پنجاب پاکستان متولد شد.

### شغل
رندهاوا پس از بازگشت به پاکستان از بازدید مقر مایکروسافت ، مصاحبه های تلویزیونی و روزنامه ای زیادی انجام داد. معاون رئیس بخش توسعه نرم‌افزار مایکروسافت ، در وبلاگ خود درباره او نوشت. در ۲ اوت ۲۰۰۵میلادی ، در ۱۱۳ مین سالگرد تولد فاطمه جناح ، نخست وزیر پاکستان ،مدال طلای جنبش فاطمه جناح را به ارفع عبدالکریم اعطا کرد. 
وی همچنین جایزه جوانان سلام پاکستان را در اوت ۲۰۰۵میلادی از رئیس جمهور پاکستان دریافت کرد. ارفع عبدالکریم رندهاوا جایزه رئیس جمهور را برای افتخار عملکرد در سال۲۰۰۵میلادی دریافت کرد ، این جایزه معمولاً به افرادی اعطا می شود، که در مدت زمان طولانی در زمینه های تخصصی مربوط به رشته و کار خود جزء نخبه ها و برترین بودند. او جوان‌ترین دریافت کننده این جایزه است. وی در ژانویه۲۰۱۰میلادی به عنوان وزیر خدمات پهنای باند 3G اینترنت بی سیم در شرکت مخابرات پاکستان ، منصوب شد.

### شناخت
پس از بازگشت از ایالات متحده ، رندهاوا در پاکستان به یک رهبر در زمینه دیجیتال و تکنولوژی تبدیل شد. وی از طریق کانال های مختلف مصاحبه کرد ، به چندین کنفرانس و اجلاس بین‌المللی دعوت شد و از رئیس جمهور و نخست وزیر پاکستان جوایزی دریافت کرد . در سال ۲۰۰۶میلادی ، مایکروسافت از وی دعوت کرد تا سخنران اصلی کنفرانس توسعه دهندگان تکنولوژی باشد که در بارسلونا برگزار شد.

### نمایندگی در مجامع بین‌المللی
رندهاوا نماینده پاکستان در مجامع بین‌المللی مختلف بود و از سوی انجمن تخصصی فناوری اطلاعات پاکستان برای اقامت دو هفته ای در دبی دعوت شد ، وی در دبی به صرف شام دعوت شد. بزرگان دبی ، از جمله سفیر پاکستان ، در آن شرکت کردند. جوایز و هدایای مختلفی از جمله لپ تاپ به وی اهدا شد. در نوامبر ۲۰۰۶میلادی ،در کنفرانس توسعه دهندگان تکنولوژی ماکروسافت با موضوع Get Ahead of the Game برگزار شد، که وی پس از دریافت دعوت نامه از مایکروسافت در این کنفرانس حضور پیداکرد. او تنها پاکستانی در بین بیش از ۵۰۰۰ توسعه دهنده در کنفرانس ماکروسافت بود. 

### مرگ
در زمانی که وی در مدرسه در شهر لاهور در حال تدریس بود در ۲۲ دسامبر ۲۰۱۱میلادی ، پس از تشنج صرع که به مغز وی آسیب زد ، دچار ایست قلبی شد و در شرایط بحرانی در بیمارستان نظامی لاهور بستری شد . 
در تاریخ ۹ ژانویه ۲۰۱۲میلادی ، بیل گیتس ، رئیس مایکروسافت ، با والدین رندهاوا تماس گرفت و پزشکان خبره ای را برای احیای حال وی دورهم جمع کرد. بیل گیتس یک هیئت ویژه از پزشکان بین‌المللی ایجاد کرد که از طریق کنفرانس تلفنی با پزشکان محلی پاکستان در تماس بودند. این هیئت در تشخیص و درمان بیماری وی کمک کرد. پزشکان محلی گزینه انتقال رندهاوا به بیمارستان دیگر را به دلیل قرار گرفتن در هواکش در شرایط وخیم رد کردند. اعضای خانواده ارفع عبدالکریم بیل گیتس را به دلیل پرداخت هزینه های درمانی وی تشکر کردند.
در ۱۳ ژانویه ۲۰۱۲میلادی ، شروع به بهبود کرد و برخی از قسمت های مغز او علائم بهبودی را نشان داد. پدرش ، امجد عبدالکریم رندهاوا ، گفت که مایکروسافت قصد دارد برای بهبود وی از طریق هواپیما او را به ایالت متحده آمریکا انتقال بدهد.
رندهاوا در۱۴ ژانویه ۲۰۱۲میلادی ، در سن ۱۶ سالگی در بیمارستانی در لاهور درگذشت ، مراسم تشییع جنازه وی ، که در روز بعد برگزار شد ، با حضور وزیر ارشد پنجاب ، شهباز شریف برگزار شد . وی در دهکده اجدادی خود در نزدیکی، فیصل آباد به خاک سپرده شد .

## پارک فناوری نرم‌افزار ارفا
پارک فناوری نرم‌افزار ارفا بزرگترین پارک فناوری اطلاعات و ارتباطات کشور پاکستان است، که در لاهور واقع شده است. این ساختمان هفده طبقه اولین مرکز استاندارد بین‌المللی در پاکستان است. این پروژه با نام "پارک فناوری لاهور" آغاز شد تا اینکه در۱۵ ژانویه ۲۰۱۲میلادی توسط وزیر ارشد کشور پاکستان به "پارک فناوری نرم‌افزار ارفا" تغییر نام داده‌شد.